# 커트 야그지언

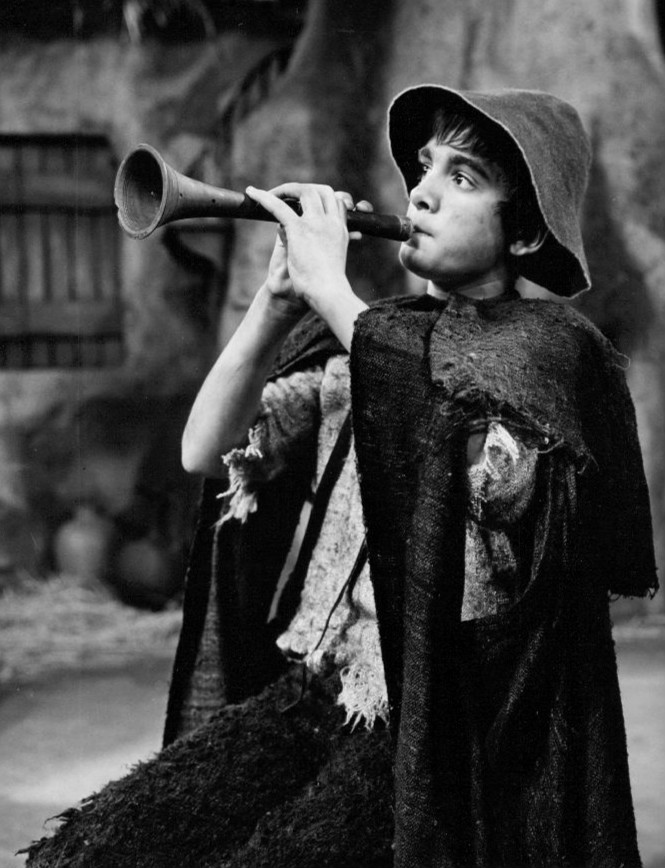

커트 야그지언(Kurt Yaghjian, 1950년 1월 1일 ~ )은 미국의 가수, 배우이다.

## 영화
- 지저스 크라이스트 슈퍼스타 (1973년)